# ホセ・カルヴォ
ホセ・カルヴォ（José Calvo、1916年3月3日 - 1980年5月16日）はスペインの映画俳優であり、西部劇と史劇への出演で知られている。
彼は1952年から、この世を去る1980年までの間におよそ150本の映画に出演した。1952年に映画界に入った彼は、50年代から60年代にかけて多忙な日々を過ごした。犯罪ドラマに歴史映画、多くの西部劇に登場した。
1964年、彼はセルジオ・レオーネ監督のマカロニ・ウエスタン『荒野の用心棒』に酒場の主人シルバニト役で出演した。この映画ではクリント・イーストウッド演じる主人公の数少ない友として登場した。その後彼は『怒りの荒野』（1967年）でリー・ヴァン・クリーフと共演する。さらに『行け、野郎、撃て!』（1971年）などに出演する。
しかし、1960年代後半にマカロニ・ウエスタンのブームが終わりはじめる。1970年代に入ると彼はスペイン映画で、それまで演じてきた役柄とは対照的なドタバタコメディ映画に出演するようになった。
1980年5月16日、グラン・カナリア島で生涯を終える。